# Мосенекенг
Мосенекенг (англ. Mosenekeng) — одна з місцевих громад, що розташована в районі Цгачас-Нек, Лесото. Населення місцевої громади у 2006 році становило 2 279 осіб.